# Saxo Bank
Saxo Bank je online dánská investiční banka. Byla založena v roce 1992 jako brokerská firma pod původním názvem Midas Fondsmæglerselskab Larsem Seierem Christensenem, Kim Fournaisem a Marcem Hauschildtem. V roce 2001 došlo k přejmenování na Saxo Bank díky získání bankovní licence.
Saxo Bank nabízí on-line obchodování a investování za pomocí platformy SaxoTrader, která je dostupná jak pro počítače, tak pro smartphony. Obchodovat se dá s globálními a lokálními akciemi, ETF kontrakty, CFD produkty, forexovými páry, futures kontrakty, opcemi, dluhopisy a kryptoměnami.
Saxo Bank spolupracuje s více než 10 poskytovateli a sdružuje tak jejich likviditu. Nabízí tak velký přístup ke všem aktivům po celém světě v kteroukoli denní dobu.
Asi dvě třetiny aktivit Saxo Bank jsou spojeny s obchodními trading partnery, kde Saxo Bank vystupuje jako on-line broker s bankovní licencí bez toho aniž by nabízela klasické bankovní produkty.
Saxo Bank je mezinárodně známá pro svůj úspěch jako online broker a získala v této oblasti několik ocenění. V srpnu 2010 ve zveřejněné půlroční zprávě Saxo uvádí čistý zisk 551 milionů DKK, což je více než jakýkoli celoroční zisk Saxo Bank v historii. Podle mediálních zpráv se hodnota Saxo Bank odhaduje na 20 miliard DKK.
Koncem roku 2010 Saxo Bank spustila několik White Label projektů ve spolupráci s Microsoftem, Barclay Stockbrokers Ltd. a dalšími.
V současné době má Saxo Bank více než 2224 zaměstnanců a nabízí podporu téměř ve 180 zemích světa.

## Pobočky Saxo Bank
Saxo Bank sídlí v Kodani. Pobočky s kancelářemi má také v Praze, Londýně, Paříži, Ženevě, Curychu, Singapuru, Tokiu, Pekingu a v dalších světových metropolích.

## Institucionální podnikání se Saxo Bank
Saxo Bank nabízí služby také pro licencované finanční institutce v modelu B2B případně B2B2C. V této oblasti si Saxo Bank zakládá na individuální péči a expertní podpoře pro každého partnera. 
Pro Banky a Brokery se jedná především o možnost tzv. white labelingu (poskytnutí rebrandované obchodní paltformy) včetně exekuce pokynů na kapitálových trzích, custody a další infrastruktury např. pro Back office. V podstatě lze kompletně outsourcovat obchodování na kapitálových trzích pro koncové klienty partnerů Saxo Bank. Služby jsou škálovatelné a je možné je kombinovat se službami 3. stran nebo vlastním řešením.
Výjimečné jsou také služby pro Asset managery, Family office a další správce majetku, kterým Saxo Bank nabízí full chain řetěz služeb (exekuce včetně custody), individuální reporting, možnost správy více ruzných portfolií, dle nastavených parametrů, technologické propojení API na nejvyšší úrovni a mnoho dalšího.
Pro Hedgové fondy, Treasury oddělení a jiné subjetky spravující vlastní majetek jsou k dispozici nejmodernější obchodní platformy, široké portfolio instrumentů a vysoce konkurenční ceny.

## Obchodní platformy
Saxo Bank nabízí dvě specializované platformy pro on-line obchodování –  SaxoTraderGO, SaxoTraderPRO.  Platformy SaxoTrader jsou vyvíjené samotnou bankou a dostupné ve více než 20 jazycích včetně českého jazyka. Saxo Bank dále nabízí také propojení s aplikacemi třetích stran, jako napříkad TradingView, MultiCharts, Dynamic Trends, Updata, OpenAPI pro Excel nebo MetaTrader 4.

### SaxoTraderGO
Jde o platformu založenou na internetovém prohlížeči, uživatel si tak nemusí instalovat do svého počítače žádný přídavný software. V SaxoTraderGO se dají obchodovat všechny finanční produkty od Saxo Bank. Vývoj trhu lze zobrazit na mnoha typech grafů, součástí jsou také informace o novinkách na finančních trzích. SaxoTraderGO je dostupná také pro mobilní telefon a synchronizuje se s online verzí, ale také i se SaxoTraderPRO.

### SaxoTraderPRO
SaxoTrader je specializovaný software určený pro operační systém Windows. Jeho prostřednictvím se dá obchodovat se všemi produkty, které Saxo Bank nabízí. Nachází se zde také zpravodajství Dow Jones a Market News International.
Zpravodajství z finančních trhů
Makléři Saxo Bank pravidelně přináší informace z finančních trhů po celém světě ve formě videí, která jsou zveřejňována v e-magazínu iHned.cz  a píší blog. 

## Ocenění
Saxo Bank získává mnohá ocenění za technologie, produkty a služby.

### 2022
- Nejlepší forexový broker pro rok 2021 (BrokerChooser)

### 2021
- Jednička mezi platformami a nástroji pro rok 2021 (ForexBrokers)

### 2020
- Nejlepší CFD broker a nejlepší DMA broker pro rok 2020 (Good Money Guide)
- Nejlepší retailový forexový broker v rámci prestižních ocenění Finance Magnates Awards
- Nejlepší poskytovatel služeb Prime of Prime pro rok 2020 (FX Week)

### 2019
- Nejlepší platforma pro aktivní obchodníky (ADVFN)
- Nejlepší retailový forexový broker: 2019 (Finance Magnates)

### 2018
- Nejlepší využití IT v soukromém bankovnictví (Bankovní technologie)
- Nejlepší retailový CFD broker (Finance Magnates)

### 2017
- Nejlepší brokerská prime technologie (HFM)
- Nejlepší projekt obchodní platformy (The Banker)

### 2011
Ceny podle průzkumu devizových trhů pro rok 2011 organizovaných časopisem Euromoney. Saxo Bank získala první pozice v následujících kategoriích:
Nejvyšší nárůst celkového tržního podílu dle objemu (10–25 mld. USD).
Nejvyšší nárůst celkového tržního podílu dle objemu (5–10 mld. USD).
Nejvyšší rychlost provádění příkazů.
Nejlepší průzkum a analýza trhů.
Nejefektivnější strategie řízení rizik a provádění příkazů.
Nejlepší integrovaná řešení týkající se pracovních postupů a dodržování zákonů.

### 2010
- Nejlepší on-line platforma (časopis Shares Magazine).
- Best re-labeling platform (časopis Profit & Loss).
- Bankovní inovátor 2010 (cena Hospodářských novin za SaxoTrader).

### 2009
1. místo v kategorii Platforma pro více bank díky rychlosti realizace, transparentnosti cen i objemu transakcí a efektivním a inovativním nástrojům řízení rizik (časopis Euromoney, FX pool).
Ocenění za konzistentní cenotvorbu u FX opcí (časopis Euromoney, FX pool).
1. místo v kategorii Platforma pro jednotlivou banku na základě kvalitního a spolehlivého oceňování (časopis Euromoney, FX pool).
Nejlepší banka FX pro investory (časopis FX Week).

### 2008
- Nejlepší maloobchodní platforma (časopis FX Week).
- Ocenění pro Institucionálního poskytovatele FX pro rok 2008 (časopis World Finance).
- Nejrychleji se rozvíjející FX banka pro klientský segment 100–250 miliard ročně (časopis Euromoney, FX pool).
- Nejlepší maloobchodní platforma (časopis Profil & Loss).
- Nejlepší poskytovatel FX služeb v Dánsku (časopis Euromoney).

### 2007
- Nejlepší banka pro investory FX (časopis FX Week).
- Nejlepší maloobchodní platforma (časopis FX Week).
- Umístění mezi 25 nejlepšími světovými valutovými bankami (časopis Euromoney, FX pool).
- Nejlepší maloobchodní platforma (časopis Profit & Loss).

### 2006
- Nejlepší maloobchodní platforma (časopis FX Week).
- Platforma pro více bank (časopis Euromoney, FX pool).
- Platforma pro jednu banku (časopis Euromoney, FX pool).
- Souhrnné ocenění (časopis Euromoney, FX pool).

### 2005
- Nejlepší banka roku (časopis FX Week).
- Nejlepší maloobchodní platforma E-FX (časopis FX Week).
- Ocenění za obchodování mezi dealerem a klientem (časopis Euromoney, FX Technology Award).

### 2004
- Nejlepší outsourcing likvidity v kategorii obchodování od banky ke klientovi (časopis FX Week e-FX).

### 2003
- Saxo Bank patří mezi 3 nejlepší banky pro e-obchodování (časopis FX Week).
- Nejlepší obchodní platforma pro soukromé investory (časopis Euromoney).

## Sponzorství – Team Saxo Bank
Saxo Bank v polovině června 2008 uzavřelo tříletý kontrakt jako hlavní sponzor s cyklistickým týmem Riis Cycling A/S. Téhož roku tento tým nastoupil do Tour de France 2008 pod názvem CSC Saxo Bank. Závodník Carlos Sastre z tohoto týmu vyhrál celou Tour.
V lednu 2010 banka oznámila, že již dále nebude prodlužovat spolupráci s tímto týmem. Toto však překvapilo vlastníky Saxo Bank Larse Seiera Christensena a Bjarne Riise, kteří 3. srpna 2010 oznámili, že spolupráce bude trvat i další rok.